# Christina Confalonieri
Christina Confalonieri (coreano: 크리스티나 콘팔로니에리; 8 de marzo de 1981) es una locutora y conductora de radio italiana nacida en Corea del Sur. 

## Carrera
Ha sido miembro de Global Talk Show desde 2007.
Es profesora adjunta del Departamento de Derecho en la Universidad Católica de Corea.
Es copresentadora del programa de radio 입에서 톡-이탈리아어 de EBS FM.
También es la directora de Yeoksam Global Village Center desde el año 2008.

## Publicaciones
- 크리스티나처럼 (2008) ISBN 9788993418033